# Poijulanjärvi
Poijulanjärvi är en sjö i kommunen Pudasjärvi i landskapet Norra Österbotten i Finland. Arean är 33 hektar och strandlinjen är 2,63 kilometer lång. Sjön  ingår i Ijo älvs huvudavrinningsområde.   Den ligger omkring 100 kilometer öster om Uleåborg och omkring 600 kilometer norr om Helsingfors. 